# Tarik Saleh

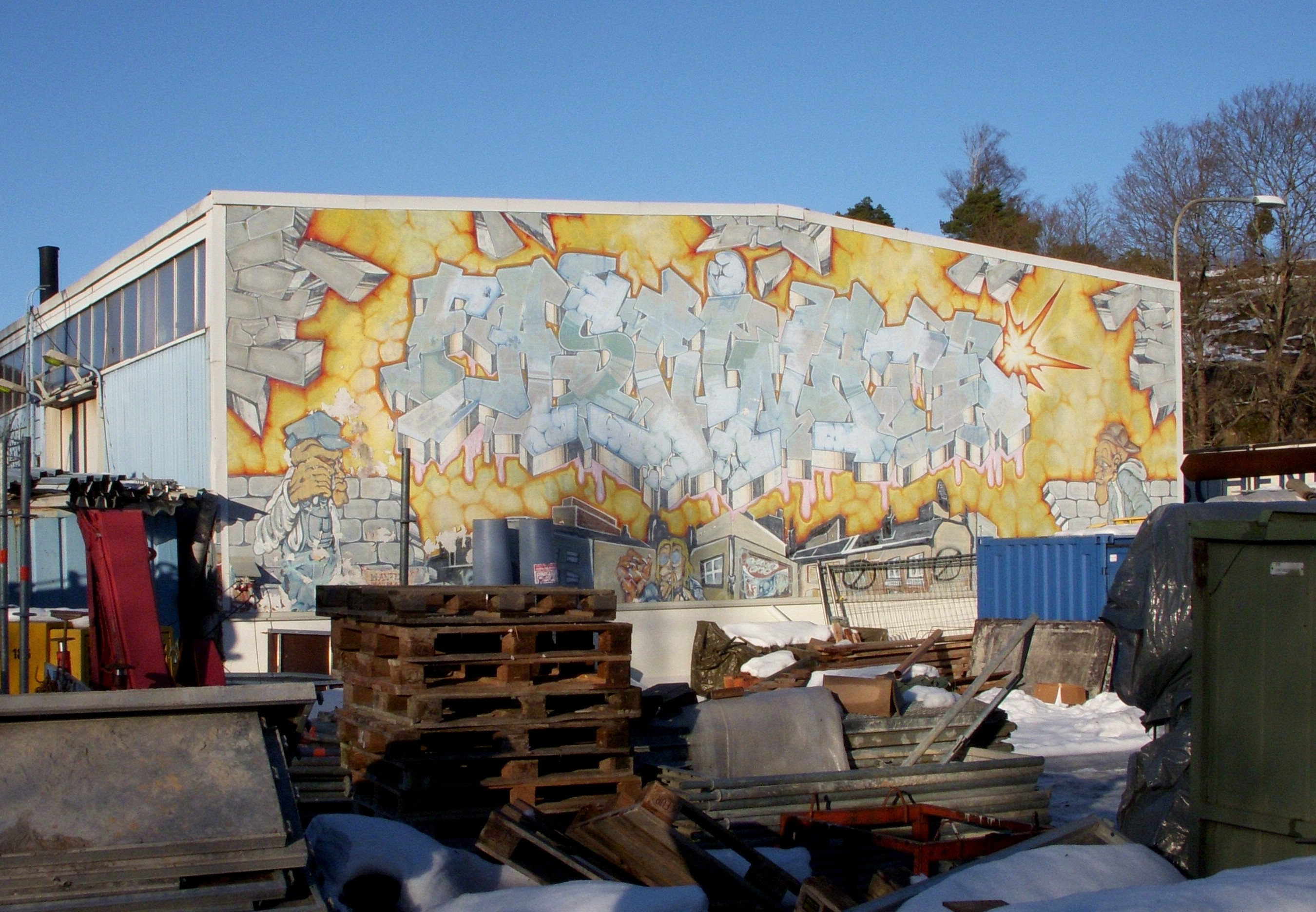
Fascinate, februari 2011.

Tarik David Johan Saleh (arabiska: طارق صالح), född 28 januari 1972 i Högalids församling i Stockholm, är en svensk journalist, konstnär, filmregissör och manusförfattare.

## Biografi
Tarik Saleh började sin karriär som graffitikonstnär och har bland annat 1989 skapat målningen Fascinate i Bromsten tillsammans med graffitimålaren Circle. I början av 1990-talet sökte han sig till sin fars ursprungsland Egypten, där han studerade på konstskola i Alexandria och var med och startade tidningen Alive. I Sverige gav han några år senare ut tidningen Atlas och har även arbetat som grafisk formgivare på bland annat på Sveriges Television.
Saleh blev känd för en större publik som programledare för Sveriges Televisions samhällsmagasin Elbyl (1996–1998). Han är en av grundarna av produktionsbolaget Atmo, som han driver tillsammans med filmproducenten Kristina Åberg. Han har för SVT tillsammans med Karin af Klintberg producerat programmet Världens modernaste land med Fredrik Lindström och varit med att skapat program som Fläsk och Faktum. Han verkade också som manusförfattare för SVT:s serie En klass för sig, del av ungdomsprogramserien Vera.
Mycket internationell uppmärksamhet och flera priser har de dokumentärfilmer han skapat tillsammans med Erik Gandini: Sacrificio - Vem förrådde Che Guevara? (2001) och GITMO - New Rules of War (2006), om Guantánamobasen. Han har även regisserat den flerfaldigt prisbelönta animerade filmen Metropia som hade premiär den 27 november 2009, med röster av bland andra Vincent Gallo, Juliette Lewis, Stellan Skarsgård, Alexander Skarsgård och Udo Kier.
År 2011 regisserade han musikvideor för Lykke Li, däribland "Sadness is a Blessing" med Stellan Skarsgård, som tilldelades pris för "Bästa berättande video" på Antville Music Video Awards.
År 2016 gjorde han den internationella thrillern The Nile Hilton Incident, som bygger på mordet på den libanesiska sångerskan Suzanne Tamim 2008 och utspelar sig i ett Kairo i förfall. Filmen med Fares Fares i en av huvudrollerna tilldelades World Cinema Grand Jury Prize på Sundance Film Festival i USA 2017. Vid Guldbaggegalan 2018 fick filmen fem guldbaggar, bland annat för Bästa film. Saleh var även nominerad i kategorin Bästa regi
Tarik Saleh tilldelades Ganneviksstipendiet 2022 och Dagens Nyheters kulturpris 2023.
Filmen Boy from Heaven premiärvisades på Cannes filmfestival 2022, där den nominerades till Guldpalmen och Tarik Saleh vann pris för bästa manus.

## Filmografi
- 2000 – En klass för sig (TV-serie) (manus)
- 2001 – Sacrificio – Vem förrådde Che Guevara?
- 2006 – Gitmo – Krigets nya spelregler
- 2009 – Metropia
- 2014 – Tommy
- 2017 – The Nile Hilton Incident
- 2022 – The Contractor
- 2022 – Boy from Heaven
- 2025 – Eagles of the Republic